# Enriqueta Caterina de Nassau
Enriqueta Caterina de Nassau -en neerlandès Henriëtte Catharina van Nassau- (La Haia, Holanda, 31 de gener de 1637 - palau d'Oranienbaum, 4 de novembre de 1708) fou una noble holandesa, la tercera filla del príncep d'Orange Frederic Enric d'Orange-Nassau (1584-1647) i d'Amàlia de Solms-Braunfels (1602-1675).
Després de la Guerra dels Trenta Anys, Alemanya havia quedat força desolada, mentre que Holanda durant el regnat del pare d'Enriqueta Caterina havia fet grans progressos. El seu pare volia fer la pau amb Alemanya i va procurar casar alguna de les seves filles amb nobles alemanys, com va ser el cas d'Enriqueta Caterina. El 1660 va rebre el poble Nischwitz com a propietat personal. Des del 1683 va establir la seva residència al palau d'Oranienbaum, que restà de la seva propietat després de la mort del seu marit, i on acabà residint fins a la seva mort.

## Matrimoni i fills
El 1642, amb només cinc anys va ser promesa al també menor d'edat el comte Enno Lluís d'Ostfriesland; matrimoni, però, que no es va arribar a celebrar. El 9 de setembre de 1659 es va casar a Groningen amb el príncep Joan Jordi II d'Anhalt-Dessau (1627-1693), fill de Joan Casimir d'Anhalt-Dessau (1596-1660) i d'Agnès de Hessen-Kassel (1606-1650). Aquest casament va servir per a enfortir les relacions entre el Principat d'Anhalt-Dessau i l'Electorat de Brandenburg i Prússia. El matrimoni va tenir deu fills: 
- Amàlia Lluïsa, nascuda i morta el 1660.
- Enriqueta Amàlia, nascuda i morta el 1662.
- Frederic Casimir (1663-1665).
- Elisabet Albertina (1665-1706), casada amb Enric de Saxònia-Weissenfels (1657-1728).
- Enriqueta Amàlia (1666-1726), casada amb Enric Casimir II de Nassau-Dietz (1657-1696).
- Lluïsa Sofia (1667-1678).
- Maria Elionor (1671-1756), casada amb el duc d'Olika, Jerzy Radziwiłł († 1689).
- Enriqueta Agnès (1674-1729).
- Leopold (1676-1747), Prince of Anhalt-Dessau.
- Joana Carlota (1682-1750), casada amb Felip Guillem de Brandenburg-Schwedt (1669-1711).